# Carme Montoriol i Puig
Carme Montoriol i Puig (Barcelona, 25 de juny de 1892 - 26 de juliol de 1966) va ser una traductora, narradora, poeta, dramaturga i pianista catalana.

## Biografia
Neix a Barcelona en el si d'una família burgesa d'origen empordanès, filla de Josep Montoriol i Tarrés, germà del pianista Enric Montoriol i Tarrés, i d'Antònia Puig i Pujades, ambdós nascuts a Figueres. El seu oncle matern era l'escriptor i polític Josep Puig i Pujades. Per part de pare està emparentada amb l'enginyer i intel·lectual Narcís Monturiol;. Tot i néixer i viure a Barcelona, es considera figuerenca i empordanesa, i així ho manifesta en diverses ocasions.

## Formació[calcitació]
Creix en un entorn intel·lectual i artístic, i rep una sòlida educació. Des de la infància, sent una fascinació especial pel teatre i participa en diverses funcions familiars i amateurs. L'hàbit de la lectura li desperta l'interès per les llengües: participa en els primers cursos de català que Pompeu Fabra impartia a l'Institut d'Estudis Catalans, i arriba a dominar, a més del català i del castellà, el francès, l'anglès, l'alemany i l'italià. El coneixement d'aquestes llengües i la sòlida formació intel·lectual que va adquirint la porten a apreciar els grans pensadors i escriptors europeus, i molts cops a traduir-los, pel pur plaer de fer-ho.
Va ser una dona intel·lectualment molt ben preparada, concertista de piano, dramaturga, traductora, novel·lista i també poeta.

## La carrera musical
Estudià música amb el mestre Vidiella i després perfeccionaria l'instrument amb Frank Marshall, i cap als vint anys inicià la carrera de concertista de piano, com a solista i amb el trio format la seva germana Lina Montoriol –o bé Jacinta Torner– al violí, Montserrat Cassadó al violoncel, i ella mateixa al piano. Actuà –sola o amb aquest trio– en diverses sales de Catalunya, entre les quals el Palau de la Música Catalana i obtingué tota mena d'elogis. També va actuar com a acompanyant d'Aurora Bertrana en sonates de violoncel i piano.

## L'activitat com a escriptora
També s'interessà per l'escriptura, i en concret per la poesia. Feu els primers poemes pels volts de 1920, alguns d'ells recitats en públic o publicats en revistes de l'època. Malgrat haver estat excel·lentment valorada per crítics com Alexandre Plana, i coneguda a través de les lectures orals en actes públics o l'edició en premsa, mai va aplegar la seva poesia en un llibre.
L'any 1927 va començar a col·laborar en premsa: a La Veu de Catalunya, El Dia, de Terrassa, La Nova Revista, Joia, de Badalona, i Ciutat, de Manresa. A partir de 1930 començà a publicar a Mirador, i hi col·laborà fins al 1931, i a La Revista, on ho feu fins al 1935. El 1931 va fer algunes col·laboracions a les publicacions La Dona Catalana i Evolució. I el 1932 a La Nau. L'any 1935 publicà algunes col·laboracions a La Publicitat –on també tingué la secció fixa Impressions de Sicilia– i a D'Ací i d'Allà. El 1936 a La Rambla –on publicà la secció El fet de la setmana– i a La Humanitat.
Tot i ser una de les primeres dones que escriu teatre a Catalunya, i fer un teatre que es considerava atrevit, ràpidament assolí renom entre la crítica i el públic. El 20 de gener de 1930 s'estrenà com a dramaturga amb la comèdia dramàtica en tres actes L'abisme, que tractava de l'enfrontament entre una mare i una filla enamorades del mateix home i fou representada al Teatre Novedades de Barcelona: Hom diu que la seva obra és la de més qualitat de la temporada en què s'estrena. Hi planteja un problema ambiciós i el resol amb una austeritat exemplar. El dia 25 de gener del 1934 estrenà, al Teatre Poliorama de Barcelona, l'obra dramàtica L'huracà, on s'endinsà en els sentiments d'una vídua jove i atractiva, enamorada del seu fill. Aquell any 1936 estrenà les obres teatrals Avarícia, una comèdia dramàtica sobre l'amor paterno-filial representada al Teatre Novedades i Tempesta esvaïda, una comèdia ambientada en la vida marinera, musicada per Joaquim Serra, que va ser estrenada al Teatre Nou de Barcelona. Llevat d'aquesta última, totes les obres apareixen publicades a la col·lecció quinzenal «Catalunya Teatral» de la llibreria Millà.
El 1930 publicà la seva única novel·la, Teresa o la vida amorosa d'una dona, ambientada a la ciutat de Figueres, on escriu sobre la monòtona vida d'una dona casada. Havia publicat contes a La Veu de Catalunya –Els contes de la Veu– i a la revista Mirador. El 1936 publicà el recull de narrativa breu Diumenge de Juliol.

## Traductora
L'any 1928 havia publicat la traducció catalana dels sonets de Shakespeare, en vers i respectant-ne l'estructura original. La traducció, dedicada a Pompeu Fabra, causà un gran renou entre el món intel·lectual català, sorprès del reeiximent d'un projecte tan dificultós: «Enamorada d'aquesta obra de Shakespeare, vaig transcriure al català, i per a mon sol plaer, alguns dels Sonets, triats precisament entre aquells que encara no havien estat mai traduïts. En tenia una trentena, quan un dia, a l'Institut d'Estudis Catalans, vaig llegir-los al meu estimat mestre Pompeu Fabra, el qual, benevolent, volgué no trobar-los massa dolents, i m’encoratjà a continuar-ne la traducció, amb el propòsit, fixat d'aquell moment, que aquesta fos completa. La tasca era llarga i difícil, i confesso que sovint havia de flaquejar i creure que no arribaria a dur-la a terme».
El 1930 tradueix l'obra teatral Cimbel·lí, de Shakespeare, i l'any següent la novel·la Daphne Adeane, de Maurice Baring. L'any 1935 publica la traducció de La nit de Reis o el que vulgueu, una comèdia romàntica de Shakespeare que té un gran èxit en les seves representacions. La majoria de les seves traduccions, tanmateix, resten inèdites, com les traduccions de l'anglès al català de diverses obres de Lord Byron, John Milton, Oscar Wilde i Rudyard Kipling; poemes de Maria Teresa Canals, Josep M. de Sagarra, Josep Carner i Francesc Pujols, traduïts del català al francès; obres d'Alexandre Dumas i Anatole France, del francès al català; i l'obra teatral La vita che ti diedi, de Luigi Pirandello, que tradueix al català.

## Dinamitzadora cultural
Cal destacar també la seva tasca de dinamització cultural. Pronuncia conferències a l'Ateneu de Figueres, a l'Ateneu Enciclopèdic Popular de Barcelona, a l'Ateneu Barcelonès i al Club Femení d'Esports de Barcelona, amb temes tan diversos com Les relacions entre l'home i la dona, La vida i l'obra de Shakespeare, El teatre d'Ibsen, La poesia japonesa, La cançó popular, La vida de dos compositors romàntics, Chopin i Liszt i La Renaixença literària catalana, entre d'altres.
De conviccions feministes, promou la millora de l'educació femenina i la igualtat de gènere. L'any 1932 fou elegida presidenta de l'entitat cultural femenina Lyceum Club de Barcelona, que havia contribuït a crear. Hi desenvolupà diverses activitats, entre les quals les lliçons de català a l'estatge del Club, o les sessions literàries.

## Activitat política i exili[calcitació]
Aquell any 1930 ingressà al Comitè Femení pro Amnistia. L'any 1932 ingressà al Front Únic Femení Esquerrista de Catalunya. A partir de l'esclat de la guerra civil, el 1936, va participar activament en la causa republicana i va treballar a la Institució de les Lletres Catalanes, com a secretaria del president Josep Pous i Pagès.
L'any 1937 va traduir al català l'obra No passaran!, d'Upton Sinclair, que va editar el Comissariat de Propaganda de la Generalitat de Catalunya. Aquell any s'adherí al Grup Sindical d'Escriptors Catalans i va participar en programes de ràdio. També va publicar dins el volum Escriptors de la Revolució, La novel·la de guerra i L'escriptor i el moment actual.
Amb l'entrada de les tropes franquistes a la Ciutat Comtal s'exilia a Lió, França, on el seu oncle, Josep Puig Pujades, era cònsol de la República, però s'hi estigué poc més d'un any. L'any 1940 retornà a Barcelona, on cuidà la seva mare malalta, llegint i escrivint de tard en tard, principalment poesia.

## Reconeixement i memòria
Des de 2018 l'Institut de Cultura de Barcelona (ICUB), dins el programa Barcelona Ciutat de la Literatura UNESCO, ha posat en marxa una convocatòria de beques amb el nom de Carme Montoriol. S'adrecen exclusivament a dramaturgues i dramaturgs i estan dotades amb un import total de 12.000 €, distribuïts entre quatre creadors, als quals se’ls cedirà un espai per treballar en una obra en qualsevol llengua, durant dos mesos, en quatre equipaments teatrals de la ciutat, dins de la xarxa de Fàbriques de Creació –l'Escenari Joan Brossa, la Nau Ivanow, la Sala Beckett i el Teatre Tantarantana.
Des de 1998 a Sabadell hi ha una plaça amb el seu nom. També la ciutat de Barcelona, al districte de Sant Martí, ha dedicat una plaça a Carme Montoriol.

## Obra literària
Resten inèdits un gran nombre de poemes, narracions breus i traduccions. Bona part del seu llegat està conservat a la Biblioteca Fages de Climent de Figueres (Alt Empordà), d'on provenia tota la seva família.
Poesia
- Quaresma. Presentat als Jocs Florals de Barcelona de 1921.

Novel·la
- Teresa o la vida amorosa d'una dona. 1932[26][27]

Narrativa breu
- Diumenge de juliol. 1936
- La vídua, inèdit[28]
- Primavera a Florència, inèdit[28]

Teatre
- L'abisme. Estrenada al Teatre Novedades de Barcelona el dia 20 de gener de 1930.
- L'huracà. Estrenada al Teatre Poliorama de Barcelona el dia 25 de gener de 1935. Tarragona: Arola, 2019. ISBN 9788412129533
- Avarícia. Estrenada al Teatre Novedades el 26 d'abril de 1936.
- Tempesta esvaïda. Peça lírica musicada per Joaquim Serra i Corominas. Estrenada al Teatre Nou (Avinguda del Paral·lel) el 1936. Reestrenada al Teatre Fortuny de Reus el 21 de juliol de 2016 Girona : Ficta, 2016. ISBN 9788494610400

Traduccions
- Sonets de William Shakespeare. 1928
- Cimbel·lí. Original de William Shakespeare. 1931
- Nit de Reis o el que vulgueu. Original de William Shakespeare. 1935
- Daphne Adeane. Original de Maurice Baring. 1931
- No passaran!: una història del setge de Madrid. Original d'Upton Sinclair. 1937. Barcelona: Tigre de Paper, 2015. ISBN 9788494320569